# 先史美術

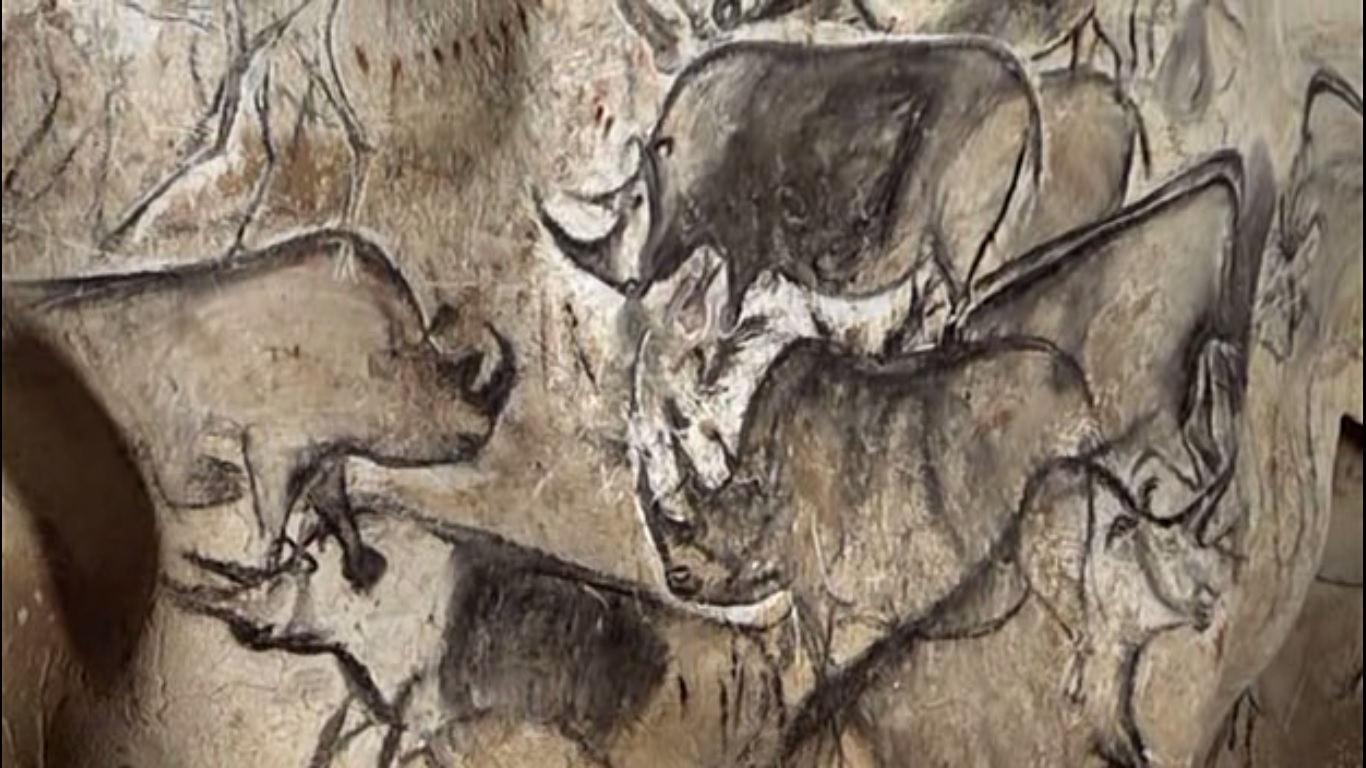
フランスのショーヴェ洞窟におけるサイの先史時代の壁画、約3万5000年前のもの。

美術の歴史における先史美術（prehistoric art ）とは、ある場所で地史の末期に始まった、文字使用以前の先史時代の文化において生み出された全ての美術であり、そして一般的に、その文化が書字やその他の記録方法を発達させるか、別の有史の文化と大きく接触するかして、主要な歴史的出来事の記録を残すまで続く。この時点で古くからの文字文化となり、古代美術が始まる。したがってこの用語の対象になるものがいつ終わるのかは、世界の各地域で大きく異なっている。
芸術的な意図のある技量の証拠を示す最古の人工物は、いくつかの議論の対象になっている。そのような技量が4万年前の後期旧石器時代に存在していたのは明らかであるが、それ以前に始まった可能性もかなりある。2018年九月に、科学者たちはホモ・サピエンスによる既知で最古の線画の発見を報告した。これは7万3000年前のものと推定されていて、前に発見された既知で最古の現生人類の線画だと分かっている4万3000年前の人工物よりもかなり早期のものである。
ホモ・エレクトスによって50万年も前に彫刻された貝殻が見つかり終えているが、専門家らはこれらの彫り込みが正式に「アート」として分類されうるかについて賛成していない。 後期旧石器時代から中石器時代にかけては、洞窟壁画と、豆像やビーズなどの携帯美術が主であり、いくつかの実用品にも装飾的な模様が施されているのが見られる。新石器時代には、初期の陶芸の証拠が、彫刻や巨石建造物と同じくして現れた。初期の岩面美術もこの時期に初めて現れた。 青銅器時代に冶金が到来すると、美術制作に使える媒材が追加され、様式の多様性が増して、美術以外の機能を明らかに持たない物も創造された。また、いくつかの職人の分野や、美術品の生産を専門にする人々の階級、および初期の書字体系における発展も見られた。鉄器時代までには、書字を伴う文明が古代エジプトから古代中国で発生し終えた。
多くの世界中の先住民は、探検と交易によって記録の方法がもたらされるまで、その地域と文化に特有の美術作品を生み出してきた。一部の文化、とりわけマヤ文明は、その繁栄期に独自に書字を発達させたが、後に失われた。 これらの文化は、特にその書字体系が解読され終えていない場合に、先史文化として分類されることもある。

## 註
1. ↑  "The term "prehistoric" ceases to be valid some thousands of years B.C. in the Middle East but remains a warranted description down to about 500 A.D. in Ireland", Review by "A. T. L." of Prehistoric Art by T. G. E. Powell, The Journal of the Royal Society of Antiquaries of Ireland, Vol. 97, No. 1 (1967), p. 95, Royal Society of Antiquaries of Ireland, JSTOR
2. ↑  St. Fleur, Nicholas (2018年9月12日). “Oldest Known Drawing by Human Hands Discovered in South African Cave”. The New York Times 2018年9月15日閲覧。
3. ↑  “Shell 'art' made 300,000 years before humans evolved - New Scientist”. New Scientist. 2014年12月7日閲覧。